# Lestes scalaris
Lestes scalaris är en trollsländeart som beskrevs av Juan Cristóbal Gundlach 1888. Lestes scalaris ingår i släktet Lestes och familjen glansflicksländor. Inga underarter finns listade i Catalogue of Life.